# Günther Koennecke
Günther Koennecke (* 3. Juni 1924 in Magdeburg; † 13. November 2003 ebenda) war ein deutscher Bauunternehmer.

## Leben
Koennecke kämpfte als einfacher Soldat im Zweiten Weltkrieg, geriet in französische Kriegsgefangenschaft, wurde nach dem Ende des Krieges 1945 entlassen und kehrte nach Sachsen-Anhalt zurück. Er erlernte den Beruf des Maurers, legte die Meisterprüfung ab, studierte Wirtschaftswissenschaften und erwarb das Diplom als Ingenieur.
1959 übernahm Koennecke die Magdeburger Baufirma Wilhelm Liebscher Nachfolger – Baugeschäft, die sich seit 1887 im Besitz seiner Familie befand. Unter seiner Leitung entwickelte sich das Unternehmen zum größten privaten Baubetrieb im Bezirk Magdeburg und beschäftigte etwa 300 Menschen. 1972 wurden alle privaten Unternehmen in der Deutschen Demokratischen Republik (DDR), die mehr als 15 Angestellte beschäftigten, zwangsweise enteignet und verstaatlicht. Aus der Firma Wilhelm Liebscher Nachfolger – Baugeschäft wurde der VEB Tief- und Verkehrsflächenbau. Koennecke führte die Geschäfte bis 1976 als Angestellter weiter und war danach als Bauleiter verschiedener staatlicher Projekte tätig. 
Nach der Wende und der friedlichen Revolution in der DDR beteiligte sich Koennecke an der Aufarbeitung der Diktatur und war unter anderem Sprecher der „72er“, eines Zusammenschlusses von 1972 enteigneten Unternehmern.
Koennecke erreichte 1990 über die Treuhandanstalt die Reprivatisierung der Firma durch Rückkauf und kehrte als Inhaber zurück. Bis zu seinem Tod 2003 führte er gemeinsam mit seinem Sohn Hans-Jörg Koennecke die Geschäfte unter dem Namen Wilhelm Liebscher Nachfolger Bau GmbH. Heute wird das Unternehmen von seinem Enkel, Christopher Koennecke, geführt.
Koennecke war zeitweise Präsident des Unternehmerverbandes Mittelständisches Bauen Sachsen-Anhalt.